# Firelord (cómic)
El Señor del Fuego (Firelord) es un personaje ficticio que aparece en los cómics estadounidenses publicados por Marvel Comics. 

## Historial de publicaciones
Fue creado por Gerry Conway y John Buscema, y su primera parición fue en Thor #225 (vol. 1, Julio 1974).

## Biografía
Pyreus Kril nació en el planeta Xandar, en la galaxia de Andrómeda. Se graduó en la Academia de Nova Corps, la fuerza militar y de exploración del planeta Xandar. Durante su comisión, sirvió a bordo de una nave Xandarian bajo el mando de Gabriel Lan. Gabriel y Pyreus se hicieron amigos, hasta que Gabriel fue secuestrado por la entidad cósmica Galactus y transformado en el heraldo del Air-Walker. Pyreus asume el mando como capitán y comienza una búsqueda obsesiva de Gabriel. Pyreus eventualmente localiza la anve de Galactus y se enfrenta a la entidad, sólo para descubrir que Gabriel fue asesinado en combate. Galactus le dice esto a Pyreus sólo después de que el Xandarian acepte servirle como su último heraldo.
Pyreus se transforma en Firelord, y después de un período de servidumbre pidió su libertad. Galactus está de acuerdo en la condición de que Firelord primero encuentre un reemplazo. Firelord viaja a la Tierra y después de un encuentro con el Dios del Trueno, Thor y Hércules es liberado cuando Thor presenta a Galactus con la armadura del Destructor Asgardiano para animar y usar como heraldo. Después de ayudar a Thor en varias ocasiones, Firelord regresa al espacio profundo. Regresa meses más tarde con el agente Shi'ar, Erik el Rojo, que engaña a Firelord de luchar contra los X-Men.
Varios años más tarde, Firelord descubre que Thor ha luchado contra una réplica robótica del Air-Walker, y después de revelar el origen de los dos heraldos a Thor vuelve al espacio con los restos del androide. Firelord más tarde se encuentra con Spider-Man en una pelea - aunque provocada por los seres humanos que llevó a Firelord a un temperamento porque creían que era un mutante - pero fue derrotado por debido a Spider-Man con éxito y corrió sirviendo como un contador eficaz contra el poder brutal de Firelord. Firelord también se encuentra con el equipo de superhéroes de los Vengadores, y les ayuda contra la pirata espacial, Nebula. Firelord ya ha ayudado a sus compañeros Heraldos, Silver Surfer en un número de ocasiones, en particular contra la amenaza de Morg, el heraldo más brutal de Galactus. Firelord asistió a Thor en su batalla contra Thanos y su esclavo Mangog. Firelord y Air-Walker también ayudó a Nova y los Nuevos Guerreros a luchar contra el villano Xandarian, Supernova.

### Aniquilación
Firelord lucha contra la Ola de Annihilation junto a sus compañeros heraldos, incluidos Red Shift y Stardust. Aunque herido en un punto, Firelord se recupera y ahora busca venganza contra los restos de las fuerzas de Annihilus mientras destruían su mundo natal de Xandar.

## Poderes y Habilidades
Pyreus Kril era un hombre normal de Xandarian hasta que fue transformado por Galactus. Dado el dominio de la llama cósmica, Firelord maneja un arsenal llameante y es capaz de proyectar energía a través de sus ojos y personal. Como todos los heraldos, el Poder Cósmico proporciona al Señor del Fuego una fuerza sobrehumana, reflejos y durabilidad, vuelo, dominio del espectro electromagnético e inmunidad total a los rigores del espacio. Firelord también es capaz de viajar más rápido que la velocidad de la luz.
Pyreus Kril se graduó de la Academia Xandarian Nova Corps, y además de un profundo conocimiento de combate tiene conocimiento de la avanzada tecnología alienígena y la navegación espacial.

## Otras versiones

### Guardianes de la Galaxia
En el siglo 31 (XXXI) del Multiverso de Earth-691 formó parte de Los Guardianes de la Galaxia. Es conocido como "Protector del Universo", pero no usa las Bandas Cuánticas tradicionalmente asignadas al titular del rol. Pronto se une al subgrupo, los Guardianes Galácticos.

### Heroes Reborn
Firelord sirve a Galactus junto a sus compañeros heraldos, con todo el grupo siendo adorado por los Inhumanos.

### Marvel Zombies 2
Firelord aparece como uno de los "zombis cósmicos" que regresa a la Tierra 40 años después de la infección original. Ha ayudado al grupo espacial original a comer casi a todos los seres conscientes de la galaxia. Su mandíbula está literalmente rota, por lo que no puede hablan. Los zombis regresan finalmente para recuperar el control de sus mentes y los antojos. La única excepción es la de Hulk, que trata de comerse al último de la raza humana. Señor del Fuego se destruye al tratar de detenerlo con su propio personal rompiéndole la cabeza.

## Otros medios

### Televisión
- Firelord aparece en la serie animada Los 4 Fantásticos de 1994, en el episodio "Silver Surfer and the Coming of Galactus, Part 2", con la voz de Alan Oppenheimer.[19]
- Firelord aparece en el episodio "Last Exit Before Doomsday" de la serie animada El escuadrón de superhéroes (2010). Se le muestra como uno de los heraldos de Galactus.[20]
- Firelord apareció también en The Avengers: Earth's Mightiest Heroes en el capítulo final, "Avengers Assemble". Él es visto como uno de los cuatro heraldos de Galactus y se representa como una construcción del fuego más bien que un alienígena real. Él y los otros heraldos son enviados por Galactus para construir máquinas que ayudarán a Galactus a consumir la Tierra. Intenta establecer su máquina dentro de un volcán activo, y se enfrenta a un equipo formado por Scott Lang, T'Challa, Hulk, Bucky Barnes y la Mujer Invisible. Bajo el liderazgo de T'Challa, Mujer Invisible atrapa a Firelord debajo de un campo de fuerza en forma de caja, privándolo de oxígeno. Firelord luego abruma brevemente el campo de fuerza, pero un poderoso aplauso de Hulk envía un poderoso viento que se disipa y presumiblemente mata a Firelord.
- Firelord aparece también en la segunda temporada de Hulk and the Agents of S.M.A.S.H., con la voz de John DiMaggio,[21] en el episodio 2 "Planeta Hulk, Parte 2". Él es representado como el último heraldo de Galactus, después de que Terrax le falló a Galactus, lo derritió. Luego de ayudar a su amo a consumir a Ego el Planeta Viviente, como parte del trato que hizo con Ronan el Acusador, es enfrentado por los Agentes de S.M.A.S.H. hasta ser vencido y llevarlo a la nave de Galactus. En la batalla contra el Líder, Firelord es salvado por los Agentes de S.M.A.S.H. y los ayuda en detener al Líder, hasta que descubren que el dispositivo anti-materia Kree acabaría con Ego, Hulk y Galactus, en consumirlo. Después de destruir el dispositivo, y al decir a Galactus que Ronan lo engaño para destruirlo en consumir a Ego siendo manipulado, Firelord se va con Galactus para hacer que los Kree paguen por su traición.

### Videojuegos
- Es uno de los jefes finales del videojuego de Silver Surfer (1990).